# Euro Cup féminine de la LEN 2023-2024
Navigation
2022-2023 2024-2025
La saison 2023-2024 de la Euro Cup féminine de water-polo est la 25e édition de la compétition de water-polo. Organisée par la LEN, elle met aux prises 24 équipes européennes de water-polo.

## Présentation

### Modalités
La compétition de water-polo commence par une phase de groupe où les équipes sont réparties en deux groupes de quatre équipes. Les matchs sont joués sur la formule aller/retour. Les deux meilleures équipes de chaque groupe se qualifient pour la suite de la compétition.
Le classement lors de ces phases de groupes est calculé avec le barème de points suivant :
- la victoire vaut trois points,
- la victoire aux tirs au but vaut deux points,
- la défaite aux tirs au but vaut un point,
- la défaite vaut zéro point.

En cas de match nul, à la fin du temps réglementaire, une séance de tirs au but désigne le vainqueur du match.
La phase à élimination directe comprend deux tours : une finale à quatre (Final 4) comprenant deux demi-finales et la finale. Un tirage au sort détermine les oppositions en demi-finales.

## Phase de groupes
Les équipes terminant à la première place de leur poule sont directement qualifiées pour le Final 4, les trois autres équipes sont reversés en Euro Cup.

### Groupe A
|   | Équipe                     | Pts | J | G | Gt | Pt | P | Bp | Bc | Diff | Dép |
| - | -------------------------- | --- | - | - | -- | -- | - | -- | -- | ---- | --- |
| 1 | CS Plebiscito Padova       | 15  | 6 | 5 | 0  | 0  | 1 | 63 | 51 | 12   | /   |
| 2 | ZV De Zaan                 | 12  | 6 | 4 | 0  | 0  | 2 | 66 | 58 | 8    | /   |
| 3 | Lille Métropole Water-Polo | 9   | 6 | 3 | 0  | 0  | 3 | 57 | 65 | -8   | /   |
| 4 | ANÓ Glyfádas               | 0   | 6 | 0 | 0  | 0  | 6 | 56 | 68 | -12  | /   |

| Résultats (dom.\ext.) | Gly.  | Lil.  | Pad. | Zaa.  |
| ANÓ Glyfádas |       | 14-17 | 9-11 | 8-9   |
| Lille Métropole Water-Polo | 9-8   |       | 10-7 | 8-10  |
| CS Plebiscito Padova | 8-7   | 14-4  |      | 13-12 |
| ZV De Zaan | 14-10 | 12-9  | 9-10 |       |
| - Victoire à domicile - Victoire à domicile aux tirs au but - Victoire à l'extérieur aux tirs au but - Victoire à l'extérieur |       |       |      |       |

### Groupe B
|   | Équipe                       | Pts | J | G | Gt | Pt | P | Bp | Bc  | Diff | Dép |
| - | ---------------------------- | --- | - | - | -- | -- | - | -- | --- | ---- | --- |
| 1 | Pallanuoto Trieste           | 18  | 6 | 6 | 0  | 0  | 0 | 89 | 48  | 41   | /   |
| 2 | Budapesti Vasutas Sport Club | 9   | 6 | 3 | 0  | 0  | 3 | 88 | 55  | 33   | /   |
| 3 | Wasserfreunde Spandau 04     | 9   | 6 | 3 | 0  | 0  | 3 | 61 | 59  | 2    | /   |
| 4 | ASPTT Nancy                  | 0   | 6 | 0 | 0  | 0  | 6 | 31 | 107 | -76  | /   |

| Résultats (dom.\ext.) | Ber. | Bud.  | Nan. | Tri. |
| Wasserfreunde Spandau 04 |      | 15-14 | 14-4 | 8-11 |
| Budapesti Vasutas Sport Club                                                                                                  | 14-5 |       | 24-2 | 8-15 |
| ASPTT Nancy | 7-11 | 4-18  |      | 8-19 |
| Pallanuoto Trieste | 9-8  | 14-10 | 21-6 |      |
| - Victoire à domicile - Victoire à domicile aux tirs au but - Victoire à l'extérieur aux tirs au but - Victoire à l'extérieur |      |       |      |      |

## Finale à quatre
La Finale à quatre (ou en anglais : Final Four) est programmée les 13 avril et 14 avril 2024 au Polo Natatorio "Bruno Bianchi"  de Trieste (Italie).
Un tirage au sort effectué le 12 mai détermine les équipes qui s'affrontent en demi-finales.
|  | Demi-finales                 | Demi-finales         |                        |    | Finale               | Finale               |
|  | Demi-finales                 | Demi-finales         |                        |    | Finale               | Finale               |
|  |                              |                      |                        |    |                      |                      |
|  | 13 avril 2024, 19h30         | 13 avril 2024, 19h30 |                        |    | 14 avril 2024, 17h30 | 14 avril 2024, 17h30 |
|  | 13 avril 2024, 19h30         | 13 avril 2024, 19h30 |                        |    | 14 avril 2024, 17h30 | 14 avril 2024, 17h30 |
|  | CS Plebiscito Padova         | 15                   |                        |    | 14 avril 2024, 17h30 | 14 avril 2024, 17h30 |
|  | CS Plebiscito Padova         | 15                   |                        |    | 14 avril 2024, 17h30 | 14 avril 2024, 17h30 |
|  | Budapesti Vasutas Sport Club | 10                   |                        |    | 14 avril 2024, 17h30 | 14 avril 2024, 17h30 |
|  | Budapesti Vasutas Sport Club | 10                   | CS Plebiscito Padova   | 8  |                      |                      |
|  | 13 avril 2024, 17h30         |                      | CS Plebiscito Padova   | 8  |                      |                      |
|  |                              | Pallanuoto Trieste   | 10                     |    |                      |                      |
|  | Pallanuoto Trieste           | Pallanuoto Trieste   | 10                     | 10 |                      |                      |
|  | Pallanuoto Trieste           |                      |                        | 10 |                      |                      |
|  | ZV De Zaan                   | 8                    |                        |    |                      |                      |
|  | ZV De Zaan                   | 8                    | Match pour la 3e place |    |                      |                      |
|  |                              |                      |                        |    |                      |                      |
|  | 14 avril 2024, 15h30         |                      |                        |    |                      |                      |
|  |                              |                      |                        |    |                      |                      |
|  | Budapesti Vasutas Sport Club | 8                    |                        |    |                      |                      |
|  | Budapesti Vasutas Sport Club | 8                    |                        |    |                      |                      |
|  | ZV De Zaan                   | 15                   |                        |    |                      |                      |
|  | ZV De Zaan                   | 15                   |                        |    |                      |                      |

### Demi-finales
| 13 avril 2024 | Pallanuoto Trieste | 10 - 8               | ZV De Zaan |                                                                                                   |                                                                                                   |
| 17h30         |                    | (1–2, 2–3, 2–3, 5–0) |            | Polo Natatorio "Bruno Bianchi", Trieste (Italie) Arbitrage : Maria Daskalopoulou Ilkin Cakmakoglu | Polo Natatorio "Bruno Bianchi", Trieste (Italie) Arbitrage : Maria Daskalopoulou Ilkin Cakmakoglu |
| 17h30         | Rapport de match   |                      |            | Polo Natatorio "Bruno Bianchi", Trieste (Italie) Arbitrage : Maria Daskalopoulou Ilkin Cakmakoglu | Polo Natatorio "Bruno Bianchi", Trieste (Italie) Arbitrage : Maria Daskalopoulou Ilkin Cakmakoglu |

| 13 avril 2024 | CS Plebiscito Padova | 15 - 10              | Budapesti Vasutas Sport Club |                                                                                         |                                                                                         |
| 19h30         |                      | (3–2, 4–1, 5–4, 3–3) |                              | Polo Natatorio "Bruno Bianchi", Trieste (Italie) Arbitrage : Hendrik Schopp Sara Kontek | Polo Natatorio "Bruno Bianchi", Trieste (Italie) Arbitrage : Hendrik Schopp Sara Kontek |
| 19h30         | Rapport de match     |                      |                              | Polo Natatorio "Bruno Bianchi", Trieste (Italie) Arbitrage : Hendrik Schopp Sara Kontek | Polo Natatorio "Bruno Bianchi", Trieste (Italie) Arbitrage : Hendrik Schopp Sara Kontek |

### Match pour la troisième place
| 14 avril 2024 | Budapesti Vasutas Sport Club | 8 - 15               | ZV De Zaan |                                                                                              |                                                                                              |
| 15h30         |                              | (3-5, 1-4, 2-4, 2-2) |            | Polo Natatorio "Bruno Bianchi", Trieste (Italie) Arbitrage : Sara Kontek Maria Daskalopoulou | Polo Natatorio "Bruno Bianchi", Trieste (Italie) Arbitrage : Sara Kontek Maria Daskalopoulou |
| 15h30         | Rapport de match             |                      |            | Polo Natatorio "Bruno Bianchi", Trieste (Italie) Arbitrage : Sara Kontek Maria Daskalopoulou | Polo Natatorio "Bruno Bianchi", Trieste (Italie) Arbitrage : Sara Kontek Maria Daskalopoulou |

### Finale
| 14 avril 2024 | CS Plebiscito Padova | 10 - 8               | Pallanuoto Trieste |                                                                                                 |                                                                                                 |
| 17h30         |                      | (2–2, 2–2, 4–1, 2–3) |                    | Polo Natatorio "Bruno Bianchi", Trieste (Italie) Arbitrage : Ursula Wengenroth Ilkin Cakmakoglu | Polo Natatorio "Bruno Bianchi", Trieste (Italie) Arbitrage : Ursula Wengenroth Ilkin Cakmakoglu |
| 17h30         | Rapport de match     |                      |                    | Polo Natatorio "Bruno Bianchi", Trieste (Italie) Arbitrage : Ursula Wengenroth Ilkin Cakmakoglu | Polo Natatorio "Bruno Bianchi", Trieste (Italie) Arbitrage : Ursula Wengenroth Ilkin Cakmakoglu |